# Sana Laok
Sana Laok is een bestuurslaag in het regentschap Pamekasan van de provincie Oost-Java, Indonesië. Sana Laok telt 10.131 inwoners (volkstelling 2010).